# Aldeia Nova (Trancoso)
Aldeia Nova ist eine Gemeinde (Freguesia) im portugiesischen Kreis Trancoso. In ihr leben 276 Einwohner (Stand 19. April 2021).